# Agrotis coquimbensis
Agrotis coquimbensis är en fjärilsart som beskrevs av George Francis Hampson 1903. Agrotis coquimbensis ingår i släktet Agrotis och familjen nattflyn. Inga underarter finns listade i Catalogue of Life.